# 마인계터 골목길
마인계터 골목길은 전라남도 목포시 죽동에 있다. 2016년 7월 28일 목포시의 문화유산 제28호로 지정되었다.

## 개요
목포 원도심 차없는거리 구 목포극장 일대와 죽동을 연결하는 일대에  ‘마인계터로’라는 주소명이 있다. ‘마인계’는 ‘만인계(萬人契)’라는 일종의 복권계에서 유래한 말로 전국에서 유일하게 목포에만 지명으로 남아 있는 것이다. 마인계터로는 28번길을 중심으로 목포개항이후 형성된 근대도시 목포의 발달과정을 엿볼 수 있는 골목길 문화가 잘 보존되어 있다. 죽동 38번길 송영이담에서 쌍새암거리를 지나 마인계터길 38번길에서 마인계터길 28번길로 들어가 마인계터 잔등으로 나오는 골목길이 대표적인 골목길이다. 28번길에는 일제강점기에 건축된 붉은 벽돌집, 38번길과 40번길은 옛 남농선생의 화실터, 죽동육거리, 개항장의 우체사 터, 마방골 터, 만인계터 등에서는 역사성이 있다. 경관상으로 주변 환경이 훌륭하여 마을 형성당시의 생활상을 엿볼 수 있는 경관구조를 지니고 있다.